# Мозговой, Владимир Сергеевич
Владимир Сергеевич Мозговой — советский учёный-металловед и педагог высшей школы, в 1939—1945 директор Московского института стали.

## Биография
Окончил Московский институт стали (1932). Работал там же, в 1939—1945 директор.
В последующем — старший научный сотрудник ИМЕТ им. А. А. Байкова АН СССР.